# Bonnie and Clyde: Dead and Alive
Pour les articles homonymes, voir Bonnie and Clyde.
Bonnie and Clyde: Dead and Alive est une mini-série américaine en deux parties totalisant 170 minutes, réalisé par Bruce Beresford, scénarisé par John Rice et Joe Batteer, et diffusée les 8 et 9 décembre 2013 simultanément sur History, A&E et Lifetime, à l'occasion des 80 ans de la mort du couple très célèbre.
En France, elle a été diffusée début 2016 sur HD1 et en Suisse sur RTS Deux. Elle reste inédite dans les autres pays francophones.

## Synopsis
La mini-série retrace la vie de ces deux criminels, elle débute à leur rencontre et se termine à la mort de ceux-ci dans l'embuscade montée par l'ancien ranger Frank Hamer.

## Fiche technique
- Titre original : Bonnie and Clyde: Dead and Alive
- Réalisation : Bruce Beresford
- Scénario : Joe Batteer et John Rice
- Chef décorateur : Derek R. Hill
- Costumes : Marilyn Vance
- Photographie : Francis Kenny
- Montage : John David Allen et David Beatty
- Musique : John Debney
- Producteur : David A. Rosemont
  - Producteurs délégués : Neil Meron et Craig Zadan
- Sociétés de production : Sony Pictures Television et Storyline Entertainment
- Sociétés de distribution : History, A&E et Lifetime
- Pays d'origine :  États-Unis
- Langue originale : anglais
- Format : couleur, son stéréo
- Genre : biopic, thriller
- Durée : 170 minutes

## Distribution
- Emile Hirsch (VF : Valentin Merlet) : Clyde Barrow, cambrioleur de banques et conducteur en cavale
- Holliday Grainger (VF : Julia Boutteville) : Bonnie Parker, ex-serveuse mariée étant devenue cambrioleuse de banques
- Lane Garrison (VF : Emmanuel Garijo) : Marvin « Buck » Barrow (en), grand frère de Clyde
- Sarah Hyland (VF : Alexia Papineschi) : Blanche Barrow (en), la jeune épouse de Buck et membre du Gang de Barrow
- Holly Hunter (VF : Martine Irzenski) : Emma Parker, la mère de Bonnie
- William Hurt (VF : Féodor Atkine) : Frank Hamer, le membre retraité des Texas Ranger chargé de traquer et de capturer Bonnie et Clyde
- Austin Hebert (VF : Jean-Christophe Dollé) : Ted Hinton (en), sheriff du Comté de Dallas (Texas) et membre du groupe d'arrestation de Bonnie et Clyde
- Elizabeth Reaser (VF : Barbara Delsol) : P.J. Lane, reporter du Herald Newspaper ayant raconté les tueries de Bonnie et Clyde
- Desomnd Phillips (VF : Julien Allouf) : Ray Hamilton, braqueur de banques et premier membre du Gang de Barrow
- Aaron Jay Rome : Ralph Fults, hors-la-loi et évadé récidiviste de prison du Gang de Barrow
- Garrett Kruithof : Henry Methvin, braqueur de banques et dernier membre du Gang de Barrow
- Jonathan Vane : Capitaine Harley Grace

- Version française
  - Société de doublage : Dubbing Brothers
  - Directeur artistique : Edgar Givry
  - Adaptation des dialogues : Vanessa Bertran
  - voix additionnelles : Fabrice Fara, Féodor Atkine (Hamer), Odile Schmitt (Cummie), Michel Dodane (Amon Carter), José Luccioni (Colonel Simmons), Damien Ferrette, Serge Faliu, Hubert Saint-Macary, Tanguy Goasdoué, Patrick Floersheim, Carole Franck, Pauline Brunner, Zina Khakhoulia, Camille Gondard, Stéphane Bazin, Jean-Michel Fête, Luc Bernard, Patrick Delage, Yann Epstein, Eric Hémon, Dominique Lelong, Mathilde Cazeneuve, Jean-Michel Meunier, Bruno Magne, Sébastien Desmoulières-Valmy, Christiane Jean, Sébastien Finck, Olivier Chauvel, Didier Cherbuy, Mathias Kozlowski

Source VF : Carton télévisuel

## Production
À la fin septembre 2012, Miley Cyrus a été envisagée pour tenir le rôle-titre, sans aboutissement. Bruce Beresford a été engagé pour réaliser la mini-série.
En février 2013, le casting principal a eu lieu dans cet ordre : Holly Hunter et William Hurt, Holliday Grainger et Emile Hirsch, Lane Garrison et Austin Hebert, et Sarah Hyland.
Le tournage a débuté en avril 2013 à Baton Rouge, en Louisiane.

## Accueil
La première partie a été regardée par 3,009 millions de téléspectateurs sur A&E, 3,739 millions sur History et 3,075 millions sur Lifetime, totalisant 9,823 millions de téléspectateurs.
La deuxième partie a été regardée par 2,783 millions sur History, 2,345 millions sur Lifetime et 2,277 millions sur A&E, totalisant 7,405 millions de téléspectateurs.